# Biva-tó
A Biva-tó (琵琶湖, Bivako) Japán legnagyobb édesvizű tava. Siga prefektúrában helyezkedik el, Honsú szigetén, Kiotótól északkeletre.
Nagyobb és mélyebb a Balatonnál (alapterülete 672 km², legnagyobb mélysége 104 méter, átlagos mélysége az északi felén 50 méter, a délin 5 méter). Fontos vízi útvonal, jelentős a halászata, és édesvízi gyöngyöt is tenyésztenek benne.
A legenda szerint ugyanaz a földrengés hozta létre (biva vagyis lant alakúra formálva), amelyik a Fudzsi hegyet i. e. 286-ban. Természetvédelmi terület, tájait sok költő, köztük Macuo Basó is megénekelte; állítólag a hajdan a partján álló templomban kezdte írni Muraszaki Sikibu a Gendzsi szerelmeit.